# مایکل کیسی
مایکل کیسی (انگلیسی: Michael Casey؛ زادهٔ ۱۹۴۷) شاعر ارمنی‌تبار اهل ایالات متحده آمریکا است.

## زندگینامه
وی در ۱۹۴۷ در لوول، ماساچوست به دنیا آمد و از دانشگاه بوفالو و دانشگاه ماساچوست در لوول فارغ التحصیل شد.  وی بین سال های ۱۹۶۸ تا ۱۹۷۰ در ارتش ایالات متحده آمریکا به عنوان پلیس نظامی خدمت نموده است.